# Jean Marie Duhamel
Jean Marie Duhamel (francès: Jean-Marie Duhamel)  (Sant-Maloù, 5 de febrer de 1797 - París, 29 d'abril de 1872) fou un matemàtic i físic francès.

## Vida i Obra
Duhamel va ingressar a l'École polytechnique de París el 1814 després d'haver estudiat al Lycée de Rennes, la seva vila natal, però els esdeveniments polítics de 1816, que van clausurar l'Ècole, el van obligar a tornar a Rennes, on va estudiar dret. De retorn a París, va donar classes de física i matemàtiques al Lycée Louis-le-Grand i l'Institution Massin.
El 1829 va fundar una escola a la rue Vaugirard per preparar els joves pels exàmens d'entrada a les escoles Polytechnique, Militar i Naval. Uns anys després, el 1835, aquesta escola va esdevenir el Collège Sainte-Barbe.
A partir de 1830 i fins 1869 va ser professor d'anàlisi, geodèsia i mecànica a l'École Polytechnique, de la que va ser director d'estudis a partir de 1844. També va donar classes a la Sorbona i a l'École Normale Supérieure. El seu deixeble més conegut va ser el seu nebot, per part de la seva esposa, Joseph Louis François Bertrand.
Els seus treballs més importants són en equacions diferencials parcials i va aplicar els seus procediments al estudi de la transmissió del calor, a la mecànica racional i a l'acústica, camp aquest darrer en el que va inventar un mètode per a registrar les vibracions d'un diapasó.
El 1840 va ser nomenat membre de l'Acadèmia Francesa de les Ciències. Va morir a París el 1872, però va ser enterrat a Rennes.
Va publicar llibres de text d'anàlisi matemàtica (1840-1841), de mecànica (1845-1846) i de càlcul infinitesimal (1856), així com un llibre metodològic titulat Des méthodes dans les sciences de raisonnement (tres volums, 1865-1873) en el que s'elucida per primera vegada el concepte d'equivalència. També va publicar nombrosos articles al butlletí de l'École Polytechnique i a la revista de l'Acadèmia de Ciències.